# Gran Premio motociclistico di Cecoslovacchia 1979
Il Gran Premio motociclistico di Cecoslovacchia fu il penultimo appuntamento del motomondiale 1979.
Si svolse il 19 agosto 1979 a Brno alla presenza di circa 200.000 spettatori, e corsero le classi 125, 250, 350 e sidecar B2A.
Doppietta di Kork Ballington in 250 e 350; in 350 il sudafricano precedette di misura il compagno di Marca Anton Mang (riconfermandosi Campione del mondo della categoria), mentre in 250 lottò per metà gara con Graziano Rossi e Paolo Pileri.
In 125 Guy Bertin diede alla Motobécane la prima vittoria iridata.
Nei sidecar "tradizionali" Rolf Biland vinse il GP e il titolo mondiale.

## Classe 350

### Arrivati al traguardo
| Pos | Pilota            | Moto      | Tempo      | Punti |
| --- | ----------------- | --------- | ---------- | ----- |
| 1   | Kork Ballington   | Kawasaki  | 49' 53" 97 | 15    |
| 2   | Anton Mang        | Kawasaki  | +0" 43     | 12    |
| 3   | Patrick Fernandez | Yamaha    | +15" 43    | 10    |
| 4   | Gregg Hansford    | Kawasaki  | +23" 38    | 8     |
| 5   | Éric Saul         | Adriatica | +56" 11    | 6     |
| 6   | Roland Freymond   | Yamaha    | +1' 03" 09 | 5     |
| 7   | Pekka Nurmi       | Yamaha    | +1' 12" 07 | 4     |
| 8   | Klaas Hernamdt    | Yamaha    | +1' 18" 87 | 3     |
| 9   | Michel Frutschi   | Yamaha    | +1' 29" 32 | 2     |
| 10  | Jeffrey Sayle     | Yamaha    | +1' 47" 81 | 1     |
| 11  | Harald Merkl      | Yamaha    | +2' 15" 58 |       |
| 12  | Siegfried Minich  | Yamaha    | +2' 48" 95 |       |
| 13  | Adelio Faccioli   | Yamaha    | +3' 05" 16 |       |
| 14  | Alan North        | Yamaha    | +3' 09" 84 |       |
| 15  | Rini van Kasteren | Yamaha    | +3' 13" 65 |       |
| 16  | Ernst Fagerer     | Yamaha    | +3' 20" 33 |       |
| 17  | Sadao Asami       | Yamaha    | +4' 25" 46 |       |
| 18  | Michael Schmid    | Yamaha    | +1 giro    |       |
| 19  | Peter Baláž       | Yamaha    | +8 giri    |       |

### Ritirati
| Pilota             | Moto          | Motivo ritiro      |
| ------------------ | ------------- | ------------------ |
| Walter Villa       | Yamaha        | rottura del motore |
| Paolo Pileri       | Yamaha        |                    |
| Vic Soussan        | Yamaha        |                    |
| Pentti Korhonen    | Yamaha        |                    |
| Edi Stöllinger     | Kawasaki      |                    |
| Olivier Chevallier | Yamaha        |                    |
| Richard Hubin      | Yamaha        |                    |
| Jon Ekerold        | Yamaha        |                    |
| Patrick Pons       | Yamaha        |                    |
| Grunwald Harfmann  | Yamaha        | caduta             |
| Etienne Geeraerdt  | Yamaha        |                    |
| Christian Sarron   | Yamaha        |                    |
| Christian Estrosi  | Kawasaki      |                    |
| Eero Hyvärinen     | Yamaha        |                    |
| Yoshimi Matsumoto  | Yamaha        |                    |
| Gustav Reiner      | Yamaha        |                    |
| Josef Hage         | Yamaha        |                    |
| Bohumil Staša      | Yamaha        |                    |
| Bernd Tüngethal    | Yamaha        |                    |
| Kenny Blake        | Yamaha        |                    |
| Chas Mortimer      | Yamaha        |                    |
| Michel Rougerie    | Bimota-Yamaha |                    |

## Classe 250

### Arrivati al traguardo
| Pos | Pilota                       | Moto       | Tempo      | Punti |
| --- | ---------------------------- | ---------- | ---------- | ----- |
| 1   | Kork Ballington              | Kawasaki   | 43' 39" 49 | 15    |
| 2   | Graziano Rossi               | Morbidelli | +5" 09     | 12    |
| 3   | Paolo Pileri                 | Yamaha     | +5" 53     | 10    |
| 4   | Anton Mang                   | Kawasaki   | +27" 18    | 8     |
| 5   | Randy Mamola                 | Yamaha     | +1' 03" 45 | 6     |
| 6   | Patrick Fernandez            | Yamaha     | +1' 03" 92 | 5     |
| 7   | Olivier Chevallier           | Yamaha     | +1' 04" 49 | 4     |
| 8   | Edi Stöllinger               | Kawasaki   | +1' 12" 80 | 3     |
| 9   | Walter Villa                 | Yamaha     | +1' 18" 14 | 2     |
| 10  | Roland Freymond              | Yamaha     | +1' 18" 88 | 1     |
| 11  | Klaas Hernamdt               | Yamaha     | +1' 19" 91 |       |
| 12  | Christian Estrosi            | Kawasaki   | +1' 42" 13 |       |
| 13  | Jean-François Baldé          | Kawasaki   | +1' 43" 00 |       |
| 14  | Siegfried Minich             | Yamaha     | +1' 43" 75 |       |
| 15  | Gregg Hansford               | Kawasaki   | +1' 54" 00 |       |
| 16  | Grunwald Harfmann            | Yamaha     | +2' 06" 86 |       |
| 17  | Jeffrey Sayle                | Yamaha     | +2' 07" 63 |       |
| 18  | Etienne Geeraerdt            | Yamaha     | +2' 16" 29 |       |
| 19  | René Delaby                  | Yamaha     | +2' 17" 23 |       |
| 20  | Hans Müller                  | Yamaha     | +2' 18" 06 |       |
| 21  | Murray Sayle                 | Yamaha     | +2' 29" 23 |       |
| 22  | Josef Hage                   | Yamaha     | +2' 34" 38 |       |
| 23  | Hans Gasser                  | Kawasaki   | +2' 36" 40 |       |
| 24  | Franco Marcheggiani          | Yamaha     | +2' 40" 79 |       |
| 25  | Fernando González De Nicolás | Yamaha     | +2' 55" 03 |       |
| 26  | Yves de Kimpe                | Bimota     | +3' 09" 02 |       |
| 27  | Peter Baláž                  | Yamaha     | +3' 21" 03 |       |
| 28  | Alain Béraud                 | Yamaha     | +3' 29" 24 |       |
| 29  | Karl-Thomas Grässel          | Kawasaki   | +3' 49" 25 |       |

### Ritirati
| Pilota           | Moto     | Motivo ritiro |
| ---------------- | -------- | ------------- |
| Chas Mortimer    | Yamaha   |               |
| Guy Bertin       | Yamaha   |               |
| Sadao Asami      | Yamaha   |               |
| Pekka Nurmi      | Yamaha   |               |
| Jon Ekerold      | Yamaha   |               |
| Éric Saul        | Yamaha   |               |
| José Cecotto     | Yamaha   |               |
| Richard Hubin    | Yamaha   |               |
| Vladimir Jarolim | Yamaha   |               |
| Raymond Roche    | Yamaha   |               |
| Bernd Tüngethal  | Yamaha   |               |
| Sauro Pazzaglia  | Yamaha   |               |
| János Drapál     | Yamaha   |               |
| Alan North       | Yamaha   |               |
| Jan Bartunek     | Jawa     |               |
| Barry Ditchburn  | Kawasaki |               |
| Pentti Korhonen  | Yamaha   |               |
| Vic Soussan      | Yamaha   |               |
| Eero Hyvärinen   | Yamaha   |               |

## Classe 125

### Arrivati al traguardo
| Pos | Pilota                 | Moto       | Tempo      | Punti |
| --- | ---------------------- | ---------- | ---------- | ----- |
| 1   | Guy Bertin             | Motobécane | 46' 15" 18 | 15    |
| 2   | Harald Bartol          | Morbidelli | +4" 03     | 12    |
| 3   | Maurizio Massimiani    | MBA        | +22" 47    | 10    |
| 4   | Gert Bender            | Bender     | +1' 02" 02 | 8     |
| 5   | Hans Müller            | MBA        | +1' 14" 38 | 6     |
| 6   | Bruno Kneubühler       | MBA        | +1' 28" 30 | 5     |
| 7   | Rolf Blatter           | Morbidelli | +1' 32" 93 | 4     |
| 8   | Peter Baláž            | Morbidelli | +2' 02" 54 | 3     |
| 9   | Peter Looijesteijn     | MBA        | +2' 19" 83 | 2     |
| 10  | Patrick Hérouard       | Morbidelli | +2' 22" 13 | 1     |
| 11  | Walter Koschine        | Fantic     | +2' 38" 91 |       |
| 12  | Ernst Fagerer          | Morbidelli | +2' 46" 74 |       |
| 13  | Stefan Jansen          | Morbidelli | +3' 39" 59 |       |
| 14  | Theo Timmer            | Morbidelli | +3' 41" 34 |       |
| 15  | Jean-François Lecureux | Morbidelli | +4' 23" 72 |       |
| 16  | Zbyněk Havrda          | Morbidelli | +4' 26" 01 |       |
| 17  | Bedřich Fendrich       | Juventa    | +1 giro    |       |
| 18  | Heinz Pristavnik       | Morbidelli | +1 giro    |       |
| 19  | Jan Dobias             | MZ         | +5 giri    |       |

### Ritirati
| Pilota                       | Moto       | Motivo ritiro |
| ---------------------------- | ---------- | ------------- |
| Ricardo Tormo                | Bultaco    |               |
| Alojz Pavlič                 | MBA        |               |
| Fernando González De Nicolás | Morbidelli | caduta        |
| Werner Schmied               | Rotax      |               |
| François Granon              | Morbidelli |               |
| Jean-Louis Guignabodet       | Morbidelli |               |
| Leif Gustafsson              | Morbidelli |               |
| August Auinger               | Morbidelli |               |
| Stefan Dörflinger            | Morbidelli |               |
| Boris Bajc                   | MBA        |               |
| Kamil Hrušecky               | VAB-Jawa   |               |
| Karel Sedláček               | Morbidelli |               |
| Karel Hanika Sr.             | Morbidelli |               |
| Zdenĕk Zidlik                | Morbidelli |               |
| Marcelino García             | Morbidelli |               |
| Alfred Waibel                | Morbidelli |               |
| Patrick Plisson              | Morbidelli |               |
| Hagen Klein                  | Hess       |               |
| Per-Edvard Carlsson          | MBA        |               |
| Italo Zerbini                | MBA        |               |
| Aldo Pero                    | Morbidelli |               |
| Reiner Koster                | MBA        |               |

## Classe sidecar B2A
L'equipaggio Rolf Steinhausen-Kenny Arthur arriva all'ultima gara stagionale con 6 punti di vantaggio su Rolf Biland-Kurt Waltisperg, ma già al primo giro si ritira per un incidente. Gli svizzeri, vincitori dopo un duello con Dick Greasley-John Parkins, si aggiudicano così il titolo mondiale.

### Arrivati al traguardo
| Pos | Pilota            | Passeggero         | Moto           | Tempo      | Punti |
| --- | ----------------- | ------------------ | -------------- | ---------- | ----- |
| 1   | Rolf Biland       | Kurt Waltisperg    | Schmid-Yamaha  | 44' 50" 23 | 15    |
| 2   | Dick Greasley     | John Parkins       | Yamaha         | +2" 43     | 12    |
| 3   | Werner Schwärzel  | Andreas Huber      | Yamaha         | +28" 11    | 10    |
| 4   | Siegfried Schauzu | Lorenzo Puzo       | Busch-Yamaha   |            | 8     |
| 5   | Egbert Streuer    | Johan van der Kaap | Schmid-Yamaha  |            | 6     |
| 6   | Max Venus         | Norbert Bittermann | Yamaha         |            | 5     |
| 7   | Bill Hodgkins     | Donnie Williams    | Digby-Yamaha   |            | 4     |
| 8   | Derek Jones       | Brian Ayres        | Daytona-Yamaha |            | 3     |
| 9   | Gérald Corbaz     | Roland Gabriel     | Schmid-Yamaha  |            | 2     |
| 10  | Wolfgang Stropek  | Karl Altrichter    | Schmid-Yamaha  |            | 1     |